# Nérvios

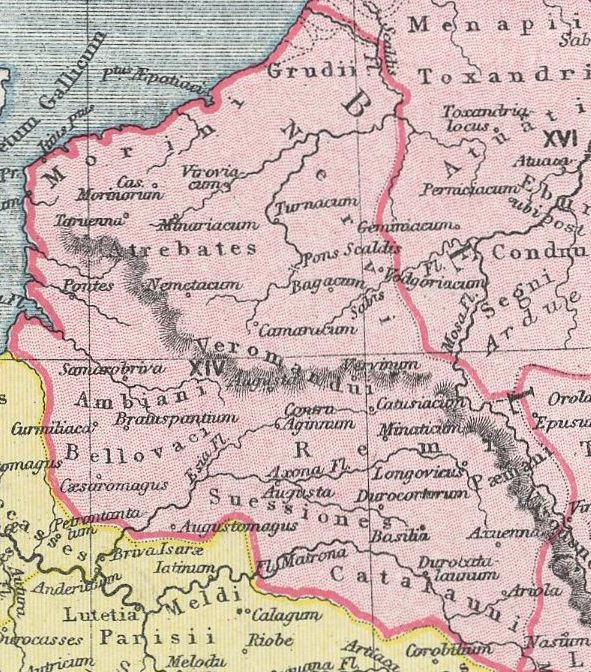
Coração do território da Bélgica romana, mostrando a posição relativa dos nérvios

Os nérvios (em latim: nervii) foram uma das mais poderosas tribos belgas e viviam no norte da Gália na época da conquista romana. O território deles correspondia à moderna região central da Bélgica, incluindo Bruxelas, e se estendia para o sul até o Hainaut Francês. Durante sua campanha militar no século I a.C., os contatos de Júlio César entre os remos afirmaram que os nérvios eram os mais guerreiros dos belgas. Em tempos de guerra, eles eram conhecidos por realizarem grandes viagens para poderem participar das batalhas. Sendo uma das mais distantes tribos belgas setentrionais, com os menápios para o oeste e os eburões para leste, eles foram considerados por César como sendo relativamente incorruptos pela civilização.

## Território
A fronteira oeste e noroeste dos nérvios era o rio Schelde (em francês:  Escaut) e se estendia para o sul passando pelo Hainaut até as florestas de Arrouaise e Thiérache. Para o leste, as fronteiras são incertas, mas é possível que chegassem até o vale do rio Dijle, perto de Louvain e o Meuse no sul, na moderna Valônia, perto de Namur. Um ópido encontrado perto de Asse pode ter sido nérvio, mas era isolado e ficava perto do território dos menápios. Uma grande população ocupava os territórios meridionais, perto do rio Sambre, com a maior concentração em Avesnelles, perto de Avesnes-sur-Helpe. César também menciona tribos menores vizinhas, das quais se esperava uma contribuição para as forças nérvias: os levácios (levaci), pleumóxios (pleumoxii), geidumnios (gediumni), ceutrões (ceutrones) e grudos (grudii).

## Língua
Os nérvios são uma das tribos dos belgas setentrionais, que estão entre os povos propostos como estando numa zona de transição entre as línguas celtas e as línguas germânicas. Com eles estão os menápios e os morinos, para o oeste, na costa do Canal da Mancha, e os germani cisrhenani para o leste, chegando até o Reno.
César relata ter ouvido dos remos que os belgas geralmente recebiam imigrantes dos povos germânicos para o leste do Reno. O grego romanizado Estrabão escreveu que os nérvios eram de origem germânica. Tácito, em seu livro "Germânia", diz que, na sua época, os nérvios e os tréveros reivindicavam uma origem germânica, similar à de seus vizinhos mútuos, os tungros, o que tinha por objetivo distanciá-los da fraqueza dos gauleses.

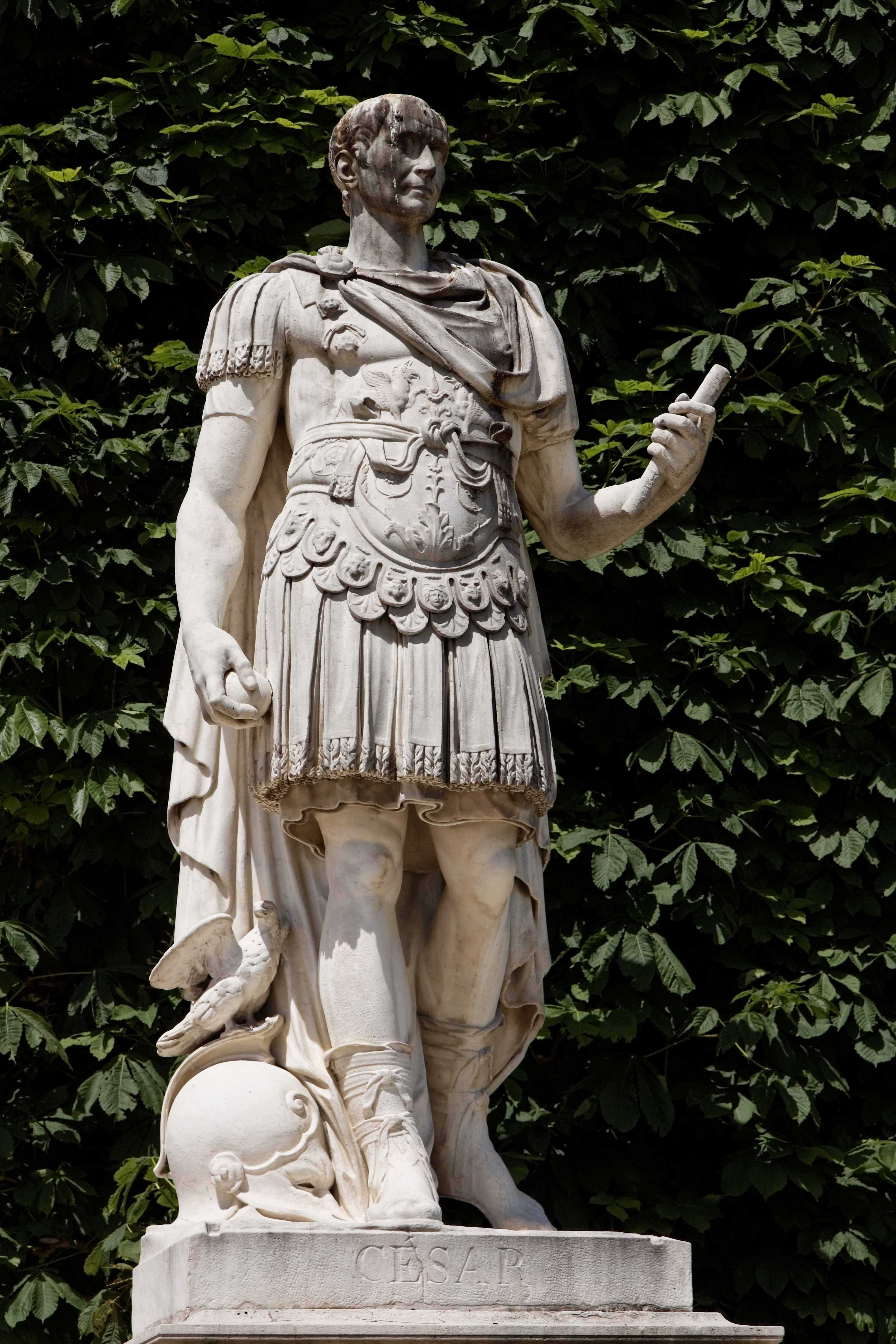
Estátua de Júlio César no Jardin des Tuileries, em Paris.

Os romanos não eram precisos em sua etnografia dos bárbaros setentrionais: por "germânico", César pode simplesmente ter querido dizer "originários do leste do Reno", sem nenhuma intenção de distinguir a língua que falavam. Nesta época, as línguas germânicas a leste do Reno podem só ter sido encontradas perto do rio Elba. Já se defendeu, ao invés disso, com base em estudos toponímicos que a língua original desta região, embora aparentem indo-europeia, não era celta (veja Nordwestblock) e que o celta, embora influente entre a elite, pode jamais ter sido a língua principal da porção do território belga ao norte de Ardennes. Por outro lado, este estudos, como os de Maurits Gysseling, também revelaram evidências de línguas germânicas entrando na região da Bélgica ao norte de Ardennes, antes da conquista romana, enquanto evidências de antigos topônimos celtas são encontradas em Ardennes e para o sul Luc van Durme resume as evidências de influências celtas e germânicas na época de César afirmando que "é preciso aceitar a incrível conclusão de que César pode ter testemunhado uma situação de oposição entre celtas e germânicos na Bélgica, em um território um pouco mais para o sul que a fronteira linguística da medieval românica-germânica".

## Cultura
Júlio César considerava os nérvios como a mais beligerante das tribos belgas e estas, as mais corajosas de toda a Gália. Segundo, sua cultura era espartana: eles não bebiam bebidas alcoólicas e não tinha nenhum tipo de luxo, defendendo que a mente deveria se manter limpa para uma pessoa ser corajosa. Ele também afirma que eles não gostavam do comércio exterior e não tinham uma classe de comerciantes.
Arqueólogos tentaram definir o territórios do belgas setentrionais avaliando as moedas utilizadas por eles. Os nérvios eram geralmente associados com um tipo de estáter com um épsilon grego.
Incrivelmente, dadas as evidências arqueológicas de uma cultura La Tène celta presente no passado pré-romano, César relata que os nérvios não tinham cavalaria. Na realidade, eles criaram cercas entrelaçadas por todo seu território para dificultar a movimentação de cavalos.
O Tesouro de Frasnes, descoberto por acidente por mateiros em 1864, perto de Frasnes-lez-Buissenal, em Hainaut, juntamente com moedas associadas com os morinos e os nérvios, também continha torcs de ouro tipicamente gauleses, um dos quais estava na Coleção Guennol de Alastair Bradley Martin.

## Guerras Gálicas

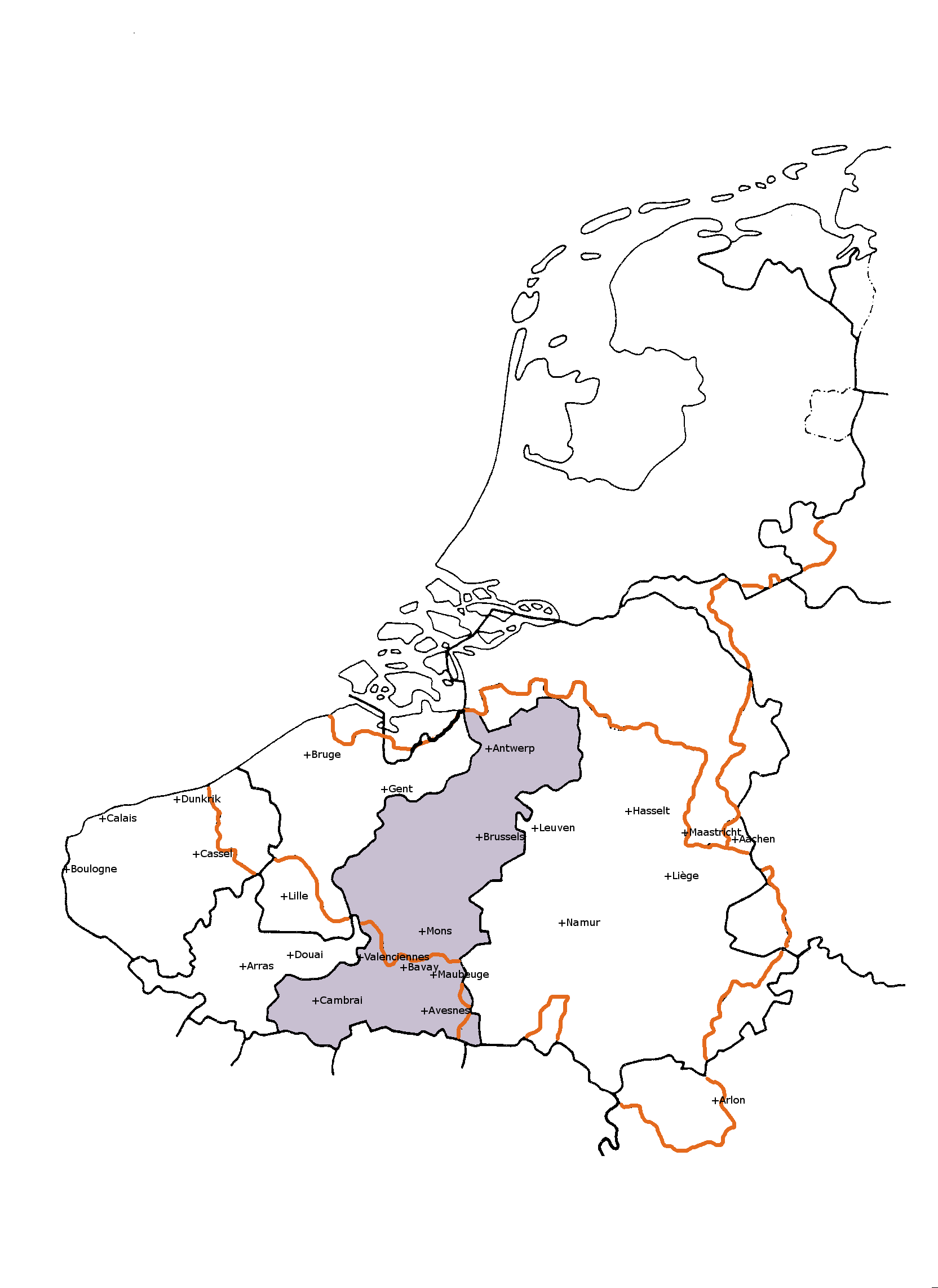
Território da antiga Arquidiocese de Cambrai, que corresponde, a grosso modo, ao território da civitas dos nérvios criada pelos romanos.

Os nérvios participaram da aliança belga que resistiu às investidas de Júlio César em 57 a.C. Depois que a aliança se desfez e algumas tribos se renderam, os nérvios, sob o comando de Boduognato, e apoiados pelos atrébates e viromânduos, chegaram muito perto de derrotar César (os atuatúcios também haviam concordado em se juntar a eles, mas não chegaram a tempo). No mesmo ano, na Batalha do Sábis (atualmente identificado como sendo o rio Selle, perto da moderna Saulzoir; antes era identificado como o Sambre), eles se esconderam nas florestas e atacaram uma coluna romana que se aproximava do rio. O ataque foi tão rápido e inesperado que alguns romanos não tiveram tempo de se proteger com seus escudos ou mesmo de colocarem seus elmos. O elemento surpresa deixou os romanos expostos por um tempo. Porém, César agarrou um escudo, avançou para a linha de frente e rapidamente reorganizou suas forças; ao mesmo tempo, o comandante da X Gemina, Tito Labieno, atacou o acampamento nérvio. As duas legiões que vinham mais atrás cuidando da caravana de bagagem chegaram e viraram a maré da batalha. César afirma que os nérvios foram quase aniquilados na batalha e é efusivo em seu tributo à bravura de seus guerreiros, chamando-os de "heróis".
Quando irrompeu a Revolta de Ambiórix, dos eburões, em 53 a.C., o que restava dos nérvios se juntou à revolta e as forças rebeldes cercaram Quinto Túlio Cícero — irmão de Cícero — e sua legião em seu acampamento de inverno até que foram libertados por César em pessoa.

## Período romano
As civitas nérvias ficavam em Bagaco (em latim: Bagacum) e foi fundada em 30 a.C. ao sul do território tradicional dos nérvios. Atualmente é conhecida como Bavay. Entre outras cidades no território nérvio estavam Fanum Martis (Famars) e Geminiaco (Liberchies).
Os nérvios eram muito conhecidos por suas exportações de cereais e uma interessante lápide de um frumentário foi escavada em Nimega. Eles também produziam cerâmica (terra nigra).
Inscrições encontraram artefatos escavados em Rough Castle Fort, perto da Muralha Antonina, ao longo do Cinturão Central da Escócia indicam que, no século II, o forte era base para 500 homens da "Sexta Coorte dos Nérvios", uma unidade de infantaria. Segundo Tácito, os nérvios também serviram em coortes baseadas ao longo da Fronteira do Reno.
Depois de desastrosos ataques pelos francos entre 260 e 275, uma nova cidade lhes foi designada em Camaraco (Cambrai), mas para o sul do que Bagaco, enquanto a própria Bagaco e a estrada romana que passava por ela, tornaram-se parte de uma nova zona fronteiriça fortificada. A porção norte foi despopulada e, posteriormente, assentada por grupos germânicos, deixando a porção sul, Hainaut medieval, mais romanizado. Por volta de 432, aparentemente o país dos nérvios havia sido completamente dominado pelos francos, cujo rei, Quilderico I, foi enterrado em Tournai. A arquidiocese de Cambrai medieval seguiu as mesmas fronteiras da civitas romana até 1559.
Hainaut era, por vezes, chamada de o "Condado dos Nérvios" ("Comitatus Nerviensis" em latim medieval) e, quando este território se uniu politicamente com o Brabante, majoritariamente falante do holandês, os condados ainda eram distinguidos em seus títulos oficiais em latim ("Comitatus Nerviensis atque Bracbatensis"). Atualmente, a região de Hainaut está dividida entre a Bélgica e a França. Para o norte, as modernas províncias belgas de Antuérpia, Brabante Flamengo e o francófono Brabante Valão perfazem, aproximadamente, as antigas terras nérvias.